# Supla
Supla, nome artístico de Eduardo Smith de Vasconcellos Suplicy (São Paulo, 2 de abril de 1966), é um cantor, compositor, ator e apresentador de televisão brasileiro, filho mais velho dos políticos Marta Suplicy e Eduardo Matarazzo Suplicy. É irmão do também cantor João Suplicy e do advogado André Suplicy.

## Biografia

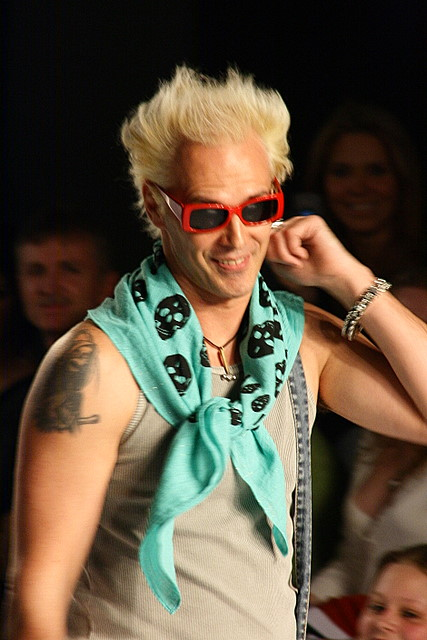
Supla em 2009

Iniciou sua carreira tocando versões do rock norte-americano e britânico das décadas de 1970, entretanto, os estilos de suas composições estão mais ligadas ao punk rock, ao hardcore e mais recentemente bossa nova.
Supla foi vocalista de diversas bandas em sua carreira, o início se deu no Metropolis, depois Zig Zag (que mais tarde se tornou a conhecida Tokyo), além da Psycho 69. Ele também fez parceria com outros nomes importantes do cenário rock n'roll, como a alemã Nina Hagen. Na música brasileira cantou com Bebel Gilberto, Cauby Peixoto e Rita Lee em grande show no Ibirapuera, escreveu música com Cazuza, cantou com Ian McCulloch do Echo & the Bunnymen. Gravou com Cansei de Ser Sexy, banda que regravou o hit Humanos da Tokyo. E quando foi vocalista da Psycho 69 dividiu vocais no disco com o vocalista Jimmy e Todd do Murphys Law e Vinny Stigma do Mad Ball. Participou do álbum solo do rapper Nill (MRN e Verbo Pesado), "Mandando bom som", na faixa homônima ao disco.
Já participou de inúmeras turnês. Tocou duas vezes no Rock in Rio em carreira solo e uma no Rock in Rio de Portugal com a sua banda Brothers of Brazil. Com a Psycho 69 abriu a última turnê do Ramones na América Latina. Também nesta época começou a fazer algumas aparições no programa Os Trapalhões, até mesmo participando do filme Uma Escola Atrapalhada.
Passando os anos 80, Supla muda-se para Nova York e vive sua experiência bi hardcore de Nova York com sua banda Psycho 69, fase que conhece o fotógrafo Bob Gruen. Mais tarde, Supla viria a ser o curador de arte da exposição Rockers na FAAP.
Supla sempre gostou de atuar no campo da televisão e cinema. Na TV, no começo dos anos 90, fez na TV Globo o Sex Appeal, onde teve o lançamento de várias atrizes como Luana Piovani e Carolina Dieckmann. E mesmo antes disso fez o papel principal com o par romântico com Angélica, em filme de Os Trapalhões: Uma Escola Atrapalhada. A partir de 2000, o programa "Piores Clipes do Mundo", da MTV Brasil, fez diversas exibições do seu clipe "Green Hair", logo alçado a "obra-prima do trash" e revivendo a popularidade de Supla, bem como seu apelido "papito". Supla voltou ao Brasil, ajudou sua mãe Marta Suplicy na campanha eleitoral para prefeita, e fez uma participação especial na novela Um Anjo Caiu do Céu, na TV Globo, contracenando com Christiane Torloni e José Wilker.
Com a popularidade em alta, Supla tocou no Rock in Rio III e participou da primeira edição do reality show Casa dos Artistas, sendo considerado um dos grandes nomes da atração do SBT comandada por Silvio Santos. A sua popularidade no programa foi de tamanha repercussão que o seu álbum denominado O Charada Brasileiro vendeu mais de 1 milhão de cópias, um número elevado para a época, ainda mais por ser um disco vendido de forma alternativa. Nessa fase ele contava em seus shows com a banda "Holly Tree".
Em 2005 lançou seu primeiro DVD, chamado Só na Loucura, no qual o show foi gravado em dezembro de 2004 no hotel Unique, em São Paulo.
Em 2007, apresentou a nova versão do programa Viva a Noite, no SBT (Sistema Brasileiro de Televisão). Recentemente tem se apresentado ao lado do seu irmão em shows pelo Brasil e exterior sob o nome  com João Suplicy (violão, piano e vocal) e Supla (bateria, violão e vocal). Ambos apresentaram o programa Brothers, na RedeTV!, com duração de dois anos e oito meses.
Com o Brothers of Brazil, fez apresentação em Nova Iorque e saíram em turnê na Warped Tour. Desde então, foram mais de 500 shows fora do Brasil, incluindo turnês com Hugh Cornwell (ex-The Stranglers), Adam Ant, Flogging Molly, Pennywise e The Adicts. No Brasil, fez festivais como o Festival de música SWU, Planeta Atlântida e Lollapalooza, além de show com Gogol Bordello.
Em 2008 foi jurado no reality show GAS Sound, exibido pela RedeTV!, que revelou a banda de rock Vivendo do Ócio. Em 2012 foi jurado do programa Ídolos, ao lado de Fafá de Belém e Marco Camargo. Em 2014 formatou o programa Papito in Love para a MTV, no qual 14 garotas disputavam quem seria sua nova namorada. 
Em 2018, para as eleições gerais no Brasil, Supla compôs, escreveu e interpretou o jingle eleitoral da campanha de seu pai Eduardo Suplicy para o cargo de senador por São Paulo no Senado Federal filiado ao Partido dos Trabalhadores (PT).

## Discografia

### Como músico

#### Álbuns de estúdio solo
- Supla (1989)
- Supla (1991)
- O Charada Brasileiro (2001)
- Político e Pirata (2002)
- Bossa Furiosa (2003)
- Menina Mulher (2004)
- Vicious (2006)
- Diga o que Você Pensa (2016)
- Illegal (2018)
- Hard Times (2019, colaboração com Victoria Wells)
- Suplaego (2020)
- Supla e os Punks de Boutique (2023)

#### Álbuns da Brothers of Brazil
- Punkanova (2009)
- Brothers of Brazil (2011)
- On My Way (2012)
- Melodies From Hell (2014)
- Brothers Again (2023)

#### Álbuns do Tokyo
- Humanos (1985)
- O Outro Lado (1987)

#### Álbuns do Psycho 69
- Psycho 69 (1995)

#### Videografia
- Só na Loucura - DVD (2005)

#### Videoclipes solo
- Motocicleta Endiabrada (1989)
- Pisa Em Mim (1989)
- Encoleirado (1991)
- Só Pensa Na Fama (1992)
- Break The Ice (1993)
- Green Hair (Japa Girl) (2001 - versão original 1996)
- São Paulo (2002)
- Garota de Berlim (2002)
- De Janeiro a Janeiro (2003)
- Bizness (2003)
- Língua Falou (2003)
- Hawaii (2004)
- Menina Mulher (2004)
- Cenas de Ciúme (2004)
- Aquela Sexta (2005)
- Tina (2005)
- Imagine (2006)
- Porque Eu Só Quero Comer Você (2006)
- Arrasa Bi (2006)
- Pensamentos (2007)
- Kung Fu on You (2020, com Victoria Wells)
- Suplaego (2020)
- Be My Babe (2024)
- Amor Kamikaze (2024)

#### Videoclipes do Brothers of Brazil
- Samba Around The Clock (2009)
- So Pretty (2010)
- Vanity Funk (2011)
- Bulletproof / In For The Kill (La Roux Cover) (2012)
- Hustler Girl (2012)
- On My Way (2012)
- Viva Liberty (2013)
- Favorite Flavors (2013)
- A Vida num Segundo (2013)
- Melodies from Hell (2014)
- Brothers Again (2021)
- Espetacular Nadar no Seu Mar (2021)
- Salvem as Matas / Save The Forest (2021)

## Filmografia

### Televisão

#### Como ator/apresentador
| Ano       | Título                   | Papel                                  | Notas                     | Emissora |
| --------- | ------------------------ | -------------------------------------- | ------------------------- | -------- |
| 1993      | Sex Appeal               | Dino                                   |                           | TV Globo |
| 2000–2001 | Piores Clipes do Mundo   | Ele mesmo                              | (Participação)            | MTV      |
| 2001      | Um Anjo Caiu do Céu      | Alex de Leon                           |                           | TV Globo |
| 2001      | As Filhas da Mãe         | Ele Mesmo                              |                           | TV Globo |
| 2001      | Casa dos Artistas        | Participante (Vice-campeão)            |                           | SBT      |
| 2003      | A Turma do Didi          | Ele mesmo                              | (Participação)            | TV Globo |
| 2004      | Família MTV              | Participante (Junto com a Sua Família) |                           | MTV      |
| 2004      | Sítio do Picapau Amarelo | Elvis                                  | Episódio: "D.A.N.C.E."    | TV Globo |
| 2005      | Uns Videos Lá Em Casa    | Ele mesmo                              |                           | MTV      |
| 2007      | Viva a Noite             | Apresentador                           |                           | SBT      |
| 2007      | Você É o Jurado          | Apresentador                           |                           | SBT      |
| 2008–2010 | Brothers                 | Apresentador                           |                           | RedeTV!  |
| 2012      | Furo MTV                 | Apresentador especial                  |                           | MTV      |
| 2012      | Ídolos                   | Jurado                                 |                           | RecordTV |
| 2013–2015 | Papito In Love           | Ele mesmo                              |                           | MTV      |
| 2014      | Adotada                  | Ele mesmo (ex-namorado)                | Temporada 1               | MTV      |
| 2017      | Carinha de Anjo          | Tuca                                   |                           | SBT      |
| 2024      | The Masked Singer Brasil | Participante (Livro)                   |                           | TV Globo |
| 2024      | Tô Nessa                 | David Baker                            | Episódio: "20 de outubro" | TV Globo |
| 2025      | Raul Seixas: Eu Sou      | Elvis Presley                          | Globoplay                 |          |

### Cinema
| Ano  | Título                            | Papel                       |
| ---- | --------------------------------- | --------------------------- |
| 1985 | Rock Estrela                      | (Performer Tokyo - vocal)   |
| 1990 | Lambada - a Dança Proibida        |                             |
| 1990 | Uma Escola Atrapalhada            | Carlão                      |
| 1992 | Sua Excelência, o Candidato       | Texan                       |
| 2005 | Eliana em o Segredo dos Golfinhos |                             |
| 2005 | O Filho do Máskara                | Dublagem do personagem Loki |
| 2006 | Noel - Poeta da Vila              | Mário Lago                  |

## Prêmios
- Troféu Imprensa (SBT) - Revelação da Televisão por sua participação na Casa dos Artistas (2001)
- Troféu APCA (Associação Paulista dos Críticos de Arte) - Revelação da Televisão por sua participação na Casa dos Artistas (2001)
- Troféu Internet (SBT) - Revelação da Televisão por sua participação na Casa dos Artistas (2001)
- Troféu Internet (SBT) - Melhor Cantor (2001)